# Marcus Knuth
Graf Johan Henrik Marcus Knuth-Knuthenborg (* 2. April 1976) ist ein dänischer Politiker. Er war von 2015 bis 2022 Folketingsabgeordneter über den Sjællands Storkreds, zunächst für die Venstre und ab 2019 für Det Konservative Folkeparti.

## Leben
Knuth entstammt dem mecklenburgisch-dänischen Uradelsgeschlecht Knuth. Sein Vater ist der Gründer des Safariparks Knuthenborg, Adam Wilhelm Knuth, seine Mutter ist die Schriftstellerin Helle Knuth, geborene Stangerup.
1997 absolvierte Knuth die Løjtnantskolen der Hærens Kampskole. 2007 graduierte er als Bachelor der Wirtschaftswissenschaften der University of Virginia.
Knuth diente 2008 bis 2009 als Hauptmann und anschließend als Diplomat in Afghanistan. Er ist Reserveoffizier des Gardehusarregimentet.
2007 erhielt Knuth einen Masterabschluss in Business Administration an der spanischen IESE Business School, 2013 einen Masterabschluss in Public Administration an der Harvard University.

## Vorfahren
| Marcus Knuth (* 1976) Graf von Knuthenborg | Adam Wilhelm Knuth (1933–2013) Graf von Knuthenborg | Frederik Marcus Knuth (1904–1970) Graf von Knuthenborg | Eggert Christoffer Knuth (1882–1920) Graf von Knuthenborg | Adam Wilhelm Knuth (1854–1888) Graf von Knuthenborg  |
| Marcus Knuth (* 1976) Graf von Knuthenborg | Adam Wilhelm Knuth (1933–2013) Graf von Knuthenborg | Frederik Marcus Knuth (1904–1970) Graf von Knuthenborg | Eggert Christoffer Knuth (1882–1920) Graf von Knuthenborg | Margarethe Christine Lucie Rosenørn-Lehn (1859–1887) |
| Marcus Knuth (* 1976) Graf von Knuthenborg | Adam Wilhelm Knuth (1933–2013) Graf von Knuthenborg | Frederik Marcus Knuth (1904–1970) Graf von Knuthenborg | Sylvia Mizpah Pio (1878–1932) Sozialistin                 | Louis Pio (1841–1894) Sozialist                      |
| Marcus Knuth (* 1976) Graf von Knuthenborg | Adam Wilhelm Knuth (1933–2013) Graf von Knuthenborg | Frederik Marcus Knuth (1904–1970) Graf von Knuthenborg | Sylvia Mizpah Pio (1878–1932) Sozialistin                 | Louise Augusta Henrietta Jørgensen (1853–1924)       |
| Marcus Knuth (* 1976) Graf von Knuthenborg | Adam Wilhelm Knuth (1933–2013) Graf von Knuthenborg | Christa Theodora Marie Nanna Lund (1900–1971)          | Christian Thomsen Lund                                    | ?                                                    |
| Marcus Knuth (* 1976) Graf von Knuthenborg | Adam Wilhelm Knuth (1933–2013) Graf von Knuthenborg | Christa Theodora Marie Nanna Lund (1900–1971)          | Christian Thomsen Lund                                    | ?                                                    |
| Marcus Knuth (* 1976) Graf von Knuthenborg | Adam Wilhelm Knuth (1933–2013) Graf von Knuthenborg | Christa Theodora Marie Nanna Lund (1900–1971)          | Theodore Marie Louise Knudsen                             | ?                                                    |
| Marcus Knuth (* 1976) Graf von Knuthenborg | Adam Wilhelm Knuth (1933–2013) Graf von Knuthenborg | Christa Theodora Marie Nanna Lund (1900–1971)          | Theodore Marie Louise Knudsen                             | ?                                                    |
| Marcus Knuth (* 1976) Graf von Knuthenborg | Eva Helle Stangerup (1939–2015) Schriftstellerin    | Hakon Stangerup (1908–1976) Literaturwissenschaftler   | Axel William Stangerup (1880–1954)                        | ?                                                    |
| Marcus Knuth (* 1976) Graf von Knuthenborg | Eva Helle Stangerup (1939–2015) Schriftstellerin    | Hakon Stangerup (1908–1976) Literaturwissenschaftler   | Axel William Stangerup (1880–1954)                        | ?                                                    |
| Marcus Knuth (* 1976) Graf von Knuthenborg | Eva Helle Stangerup (1939–2015) Schriftstellerin    | Hakon Stangerup (1908–1976) Literaturwissenschaftler   | Ingrid Nielsen (1873–1938)                                | ?                                                    |
| Marcus Knuth (* 1976) Graf von Knuthenborg | Eva Helle Stangerup (1939–2015) Schriftstellerin    | Hakon Stangerup (1908–1976) Literaturwissenschaftler   | Ingrid Nielsen (1873–1938)                                | ?                                                    |
| Marcus Knuth (* 1976) Graf von Knuthenborg | Eva Helle Stangerup (1939–2015) Schriftstellerin    | Betty Söderberg (1910–1993) Schauspielerin             | Hjalmar Söderberg (1869–1941) Schriftsteller              | Fredrik Söderberg (1833–1900)                        |
| Marcus Knuth (* 1976) Graf von Knuthenborg | Eva Helle Stangerup (1939–2015) Schriftstellerin    | Betty Söderberg (1910–1993) Schauspielerin             | Hjalmar Söderberg (1869–1941) Schriftsteller              | Emilia Brander (1836–1892)                           |
| Marcus Knuth (* 1976) Graf von Knuthenborg | Eva Helle Stangerup (1939–2015) Schriftstellerin    | Betty Söderberg (1910–1993) Schauspielerin             | Emilie Voss (1876–1957)                                   | ?                                                    |
| Marcus Knuth (* 1976) Graf von Knuthenborg | Eva Helle Stangerup (1939–2015) Schriftstellerin    | Betty Söderberg (1910–1993) Schauspielerin             | Emilie Voss (1876–1957)                                   | ?                                                    |

## Publikationen
Soldat og diplomat - mine 3 år i Afghanistan. (2014)